# アメリー・ノートン
アメリー・ノートン（Amélie Nothomb, 本名：ファビエンヌ・クレール・ノートン Fabienne Claire Nothomb、1966年7月9日 - ）は、ベルギーの小説家。現代フランス語圏最有力の作家の一人であり、数多くの文学賞を受けている。本来の発音である[ameli nɔtɔ̃b]に近いアメリー・ノトンブという表記もある。

## 経歴
ベルギーの外交官であったパトリック・ノートンの娘としてベルギーのエテルベークに生まれた。出生直後に、父親がベルギー大阪総領事に就任したことに伴って神戸に渡った。5歳まで日本で育った後、父親の転勤によって中国・ニューヨーク・バングラデシュ・ビルマ・ラオスと移り住み、17歳の時にベルギーに帰国。それまでずっと外国を転々としていたため、故国に帰国子女として戻ってきても「自分が外国人のような感じがした」という。ブリュッセル自由大学に入学し、文献学を専攻した。
23歳で再来日し、三井物産に1年間勤務。その後ベルギーに戻り、1992年に『殺人者の健康法』で作家デビュー。以来、年に1作ほどのペースではあるがコンスタントに作品を発表し続けている。2022年ストレーガ・エウロペオ賞受賞。

## 畏れ慄いて
日本での就業体験をもとに、1999年にノートンが発表した自伝的小説が『畏れ慄いて』（おそれおののいて）である。白人女性である主人公が日本の架空の大企業「ユミモト・コーポレーション」で味わう理不尽な体験を面白おかしく描いた。フランスで50万部を売るベストセラーとなり、この年のアカデミー・フランセーズ賞も受賞した。
一方、小説の舞台となった日本では、会社文化の不条理を誇張して描いていることに批判が集まった。実際、日本のある大企業の社長がこの作品を「嘘の塊だ」と評した、とノートン自身が語っている。
2003年に、アラン・コルノー監督、シルヴィー・テステュー主演で映画化された。日本では同年のフランス映画祭横浜などで上映されているが、一般公開には至っていない。

## 家系
ノートン家はベルギーで代々続く名門貴族政治家の家系（男爵家）である。首相を務めたジャン＝バティスト・ノートン（Jean-Baptiste Nothomb, 在任1841年 - 1845年）や、元外相のシャルル＝フェルディナン・ノートン（Charles-Ferdinand Nothomb, 在任1980年 - 1981年）は親類に当たる。アメリー自身も2015年に一代限りの女男爵に叙されているほか、ベルギー王冠勲章（コマンドール）を2008年に受けている。
アメリーの父パトリックが2004年に自伝 Intolérance zéro, 42 ans de carrière diplomatique（『不寛容ゼロ 外交官歴42年』日本語訳未刊行）を出版した際は、アメリーがその後書きを書いた。上記『畏れ慄いて』は、日本・ベルギー関係、ひいては日欧関係の悪化を懸念する父親が駐日大使の任を解かれるのを待って発表したものである。
姉のジュリエット・ノートン（Juliette Nothomb, 1963年生まれ）も作家として活動している。

## 作品リスト
年表記はフランスにおける出版年を表す。フランス語版の原作はすべてアルバン・ミシェル社 (Albin Michel) から出ている。
- Hygiène de l'assassin 殺人者の健康法（1992年）日本語訳：柴田都志子、文藝春秋、1996年11月
- Le Sabotage amoureux（1993年）
- Légende un peu chinoise
- Les Combustibles（1994年）
- Les Catilinaires 午後四時の男（1995年）日本語訳：柴田都志子、文藝春秋、1998年4月
- Péplum（1996年）
- Attentat 愛執（1997年）
- Mercure 幽閉（1998年）
- Stupeur et tremblements 畏れ慄いて（1999年）日本語訳：藤田真利子、作品社、2000年12月
- Le Mystère par excellence
- Métaphysique des tubes チューブな形而上学（2000年）日本語訳：横田るみ子、作品社、2011年11月
- Brillant comme une casserole
- Cosmétique de l'ennemi（2001年）
- Aspirine
- Sans nom
- Robert des noms propres（2002年）
- Antéchrista（2003年）
- L'Entrée du Christ à Bruxelles（2004年）
- Biographie de la faim
- Acide sulfurique（2005年）
- Journal d'Hirondelle（2006年）
- Ni d'Eve, ni d'Adam（2007年）
- Le Fait du prince（2008年）
- Le Voyage d'Hiver（2009年）
- Une forme de vie（2010年）
- Tuer le père（2011年）
- Barbe bleue（2012年）
- La Nostalgie heureuse（2013年）
- Pétronille（2014年）
- Le Crime du comte Neville（2015年）
- Riquet à la houppe（2016年）
- Frappe-toi le cœur（2017年）
- Les Prénoms épicènes（2018年）
- Soif（2019年）
- Les Aérostats（2020年）
- Premier Sang（2021年）
- Le livre des soeurs（2022年）
- Psychopompe（2023年）
- L'impossible retour（2024年）